# Рисер-Ларсен (шелфов ледник)
Шелфовият ледник Рисер-Ларсен (на норвежки: Riiser-Larsenisen; на английски: Riiser-Larsen Ice Shelf) заема част от крайбрежието на Източна Антарктида, край Брега принцеса Марта на Земя кралица Мод, в акваторията на море Крал Хокон VІІ, част от Атлантическия сектор на Южния океан. Простира се на протежение около 400 km от нос Норвегия (71°20′ ю. ш. 12°18′ з. д. / 71.333333° ю. ш. 12.3° з. д.) на север до остров Лидон (73°15′ ю. ш. 19°40′ з. д. / 73.25° ю. ш. 19.666667° з. д.) и шелфовия ледник Станкомб-Уилс на юг. Ширина от 50 до 100 km. С площ от 48 180 km² се явява 5-ия по големина шелфов ледник в Антарктида. В северната му част се вдават заливите Селбукта и Тюленов. В близост до крайбрежието са разположени планините Краул и Милоргкньоусане, от които в шелфовия ледник се спускат планинските ледници Вестстраумен и Краул.
Шелфовият ледник Рисер-Ларсен е открит на 3 март 1904 г. от шотландския полярен изследовател Уилям Брус. През януари 1915 г. части от ледника са изследвани и картирани от експедицията на Ърнест Шакълтън, а през февруари 1930 г. – от норвежкия арктически изследовател Ялмар Рисер-Ларсен. Впоследствие шелфовият ледник е детайлно картиран от аерофотозаснемането извършено през 1951 – 52 г. от смесената норвежко-британско-шведска експедиция ръководена от Юн Евер и от американското аерозаснемане през 1967 – 69 г. През 1960-те години шелфовият ледник е наименуван Рисер-Ларсен в чест на Ялмар Рисер-Ларсен, допринесъл най-много за изследването му.